# شهرستان مونتگومری (اوهایو)
شهرستان مونتگومری، اوهایو (به انگلیسی: Montgomery County, Ohio) یک سکونتگاه مسکونی در ایالات متحده آمریکا است که در اوهایو واقع شده‌است.